# Pandora oblonga
Pandora oblonga is een tweekleppigensoort uit de familie van de Pandoridae. De wetenschappelijke naam van de soort is voor het eerst geldig gepubliceerd in 1830 door Broderip & Sowerby I.